# 장원진 (외교관)
장원진(중국어: 章文晉, 1914년 7월 13일 ~ 1991년 2월 18일)은 중국의 외교부 차관이자 미국과 캐나다 주재 대사이다.
장 주석은 1971년 헨리 키신저와 저우언라이 중국 총리와의 비밀 회담, 1972년 저우언라이의 미국 대통령 리처드 닉슨과의 회담, 1973년 파리 평화 협정 등 역사적 회담에 참여했다.
1971년 키신저가 관계 정상화의 첫 단계로 중국을 방문했을 때 장(張)은 외교부 서방 관계 담당 고위 관리였다.
장 씨의 사망은 중국중앙텔레비전를 통해 보도됐으나 사인은 밝혀지지 않았다.